# سیارک ۴۵۹۷
سیارک ۴۵۹۷ (به انگلیسی: 4597 Consolmagno، نامگذاری:1983UA1) چهار هزار و پانصد و نود و هفتمین سیارک کشف شده‌است که در ۳۰ اکتبر ۱۹۸۳ کشف شد.
قدر مطلق سیارک برابر ۱۲٫۱۰ است.